# Santiago Mederos
Santiago Nicolás Mederos Pascal, noto semplicemente come Santiago Mederos (Montevideo, 16 gennaio 1998), è un calciatore uruguaiano, centrocampista del River Plate (M).

## Carriera
Cresciuto nel settore giovanile del Danubio, ha debuttato in prima squadra il 3 marzo 2019 disputando l'incontro di Primera División Profesional vinto 1-0 contro il Cerro.